# 昭阳侯城遗址
昭阳侯城遗址，位于中国湖南省邵东市，是西汉昭阳侯城的遗址，于1983年被列为湖南省文物保护单位。

## 历史沿革
西汉元始五年（公元5年），封长沙剌王刘建德之子刘赏为昭阳侯，析昭陵县东部置昭阳侯国，隶属于零陵郡。王莽新朝始建国元年（9年），废止昭阳侯国。后汉时期恢复侯国建制。
孙吴宝鼎元年（266年），改昭阳侯国为昭阳县，隶属于昭陵郡。
西晋太康元年（280年），司马炎为避其父司马昭之讳，将昭阳县改称邵阳县。
隋开皇元年（581年），废邵陵郡，迁邵阳县治于原邵陵郡城。
唐初在原昭阳侯城址设昭陵县治，后于唐武德七年（624年）撤并，城遂废。

## 遗址现状

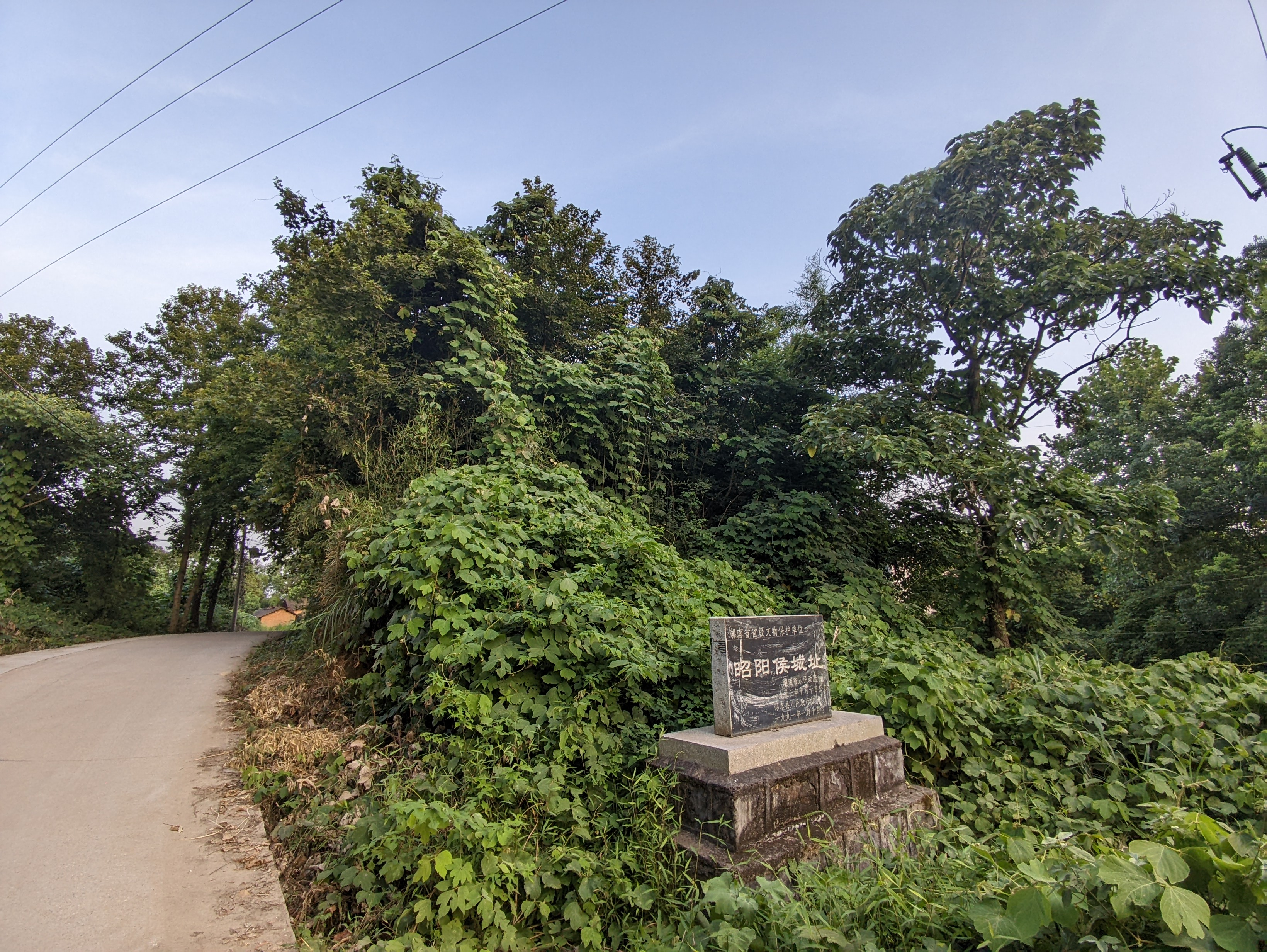
横穿的公路

原城为黄土夯筑的长方形城垣，南北长350米，东西宽250米，遗址现存残长约100米，残高6~7米，宽5~10米，城垣四角留有角楼台基遗迹。城址遗存总体完整，属省内保存较好汉代城址。城址出土有汉代的青铜剑、矛、铁刀、铜币、陶罐、残砖等物。1970年代，村民修建了一条约5米宽的公路南北贯穿侯城遗址。